# Dilworth, Minnesota
Dilworth là một thành phố thuộc quận Clay, tiểu bang Minnesota, Hoa Kỳ. Năm 2010, dân số của thành phố này là 4024 người.

## Dân số
- Dân số năm 2000: 3001 người.
- Dân số năm 2010: 4024 người.